# Corrie ten Boom
Cornelia Arnolda Johanna ten Boom, conhecida como Corrie ten Boom (Amsterdam, 15 de abril de 1892 — Placentia, 15 de abril de 1983) foi uma escritora e resistente holandesa que ajudou a salvar a vida de muitos judeus ao escondê-los dos nazistas durante a II Guerra Mundial. Ten Boom registrou sua autobiografia no livro O Refúgio Secreto, que posteriormente foi adaptado para o cinema em um filme com o mesmo nome. Em dezembro de 1967, Ten Boom foi honrada com a inclusão de seu nome nos "Justos entre as Nações" pelo Estado de Israel.

## Biografia
Corrie ten Boom nasceu em 15 de abril de 1892 numa família cristã protestante reformada, em Amesterdã, Holanda, a mais nova de quatro irmãos. Poucos meses depois do seu nascimento, a sua família mudou-se para Haarlem. Casper ten Boom, seu pai, era um relojoeiro. Sua mãe morreu de um ataque cardíaco aos 63 e sua irmã mais velha, Elisabeth (Betsie) havia nascido com uma anemia perniciosa. Willem, irmão delas, formado numa escola teológica, afirmava que se a Holanda não tomasse uma atitude, cairia sob o domínio dos nazistas. Em 1927, Willem, na faculdade de teologia, como preparação para sua ordenação, escreveu uma dissertação sobre antissemitismo racial; ele foi casado e pai de quatro filhos. Nollie, irmã de Corrie, casou com um professor e teve seis filhos, dos quais três sobreviveram à fase adulta. Corrie e Betsie nunca se casaram. Corrie começou a aprender relojoaria em 1920 e, em 1922, tornou-se a primeira mulher relojoeira licenciada na Holanda.

## Atividades no Holocausto
Em 1940, os nazistas invadiram a Holanda e, em 1942, Corrie e sua família tornaram-se ativos na resistência holandesa, escondendo refugiados em sua casa, na rua Barteljorisstraat 19, em Haarlem, Holanda. Dessa forma, eles livrariam muitos judeus da morte certa nas mãos da SS nazista. A devota família cristã dos Ten Boom era conhecida pela sua atitude prestativa para com todos e com relação aos judeus isso foi ainda mais acentuado pelo reconhecimento dos Ten Boom da importância do povo judeu nas escrituras e na fé cristã. Os Ten Boom chegavam a se preocupar em providenciar comida kosher e respeitar o Sabá.

## Escondendo refugiados
Em maio de 1942, uma mulher muito bem vestida chegou à porta dos Ten Boom com uma pasta na mão. Nervosamente, ela disse que era judia, que seu marido havia sido preso meses antes e seu filho tinha ido se esconder na casa de Corrie ten Boom. Autoridades da ocupação recentemente a haviam visitado e ela temia retornar para casa. Após ouvir que eles tinha ajudado os Weils, a mulher perguntou se poderia ficar com eles. Corrie e seu pai prontamente concordaram. Devotado leitor do Velho Testamento, Casper ten Boom acreditava que os judeus eram de fato o "povo escolhido" e disse à mulher que em sua casa "o povo de Deus era sempre bem-vindo".
Assim começou "o refúgio secreto", ou "de schuilplaats", como era conhecido em holandês (também conhecido como "de BéJé", em referência à rua onde ficava o esconderijo). Ten Boom e sua irmã começaram a receber refugiados, alguns dos quais eram judeus, outros, membros da resistência procurados pela Gestapo e sua contrapartida holandesa. Havia diversas salas extras na casa, mas a comida era escassa devido aos tempos de guerra. Cada holandês não judeu recebia um cartão de racionamento com o qual poderia procurar cupons semanais e trocá-los por comida.
Corrie conhecia muitos em Haarlem, graças ao seu trabalho de caridade e lembrou-se de uma família que tinha uma filha deficiente. Por cerca de vinte anos, Corrie ten Boom conduziu um programa especial na igreja para crianças deste tipo e assim, conhecia a família. O pai era um civil encarregado do escritório local que controlava os cartões de comida. Uma noite ela, sem aviso, foi à casa deste homem e ele parecia saber o porquê. Quando ele perguntou quantos cartões ela precisava, "eu abri minha boca para dizer cinco", Ten Boom escreveu no "O Refúgio Secreto", "mas a quantia que inesperada e espantosamente saiu foi. 'Cem'".
Por volta do meio-dia e trinta do dia 28 de fevereiro de 1944, os alemães prenderam toda a família Ten Boom, com a ajuda de um informante holandês (mais tarde a família Ten Boom iria descobrir que o nome do informante era Jan Vogel). Eles foram enviados para a prisão de Scheveningen (onde o pai de Corrie morreu dez dias após a prisão), em seguida para o campo de concentração Vught (ambos na Holanda), e finalmente para o campo de Ravensbrück, na Alemanha, em setembro de 1944, onde Betsie, a irmã de Corrie, morreu. Antes de morrer ela diria a Corrie "não há abismo tão profundo que o amor de Deus não seja ainda mais profundo". Corrie foi solta um dia após o Natal de 1944. No filme "O Refúgio Secreto", tem Boom narra o episódio de sua saída do campo de concentração, contando que mais tarde ela soube que sua soltura havia sido um erro burocrático. As prisioneiras de sua idade no campo foram todas mortas uma semana após sua libertação.

## Pós-guerra
Após a guerra, Corrie ten Boom retornou à Holanda para estabelecer centros de reabilitação. Ela voltou à Alemanha em 1946 e passou muitos anos de ensino itinerante por mais de sessenta países, durante os quais ela escreveu diversos livros.
Ten Boom narrou a história de sua família e seu trabalho durante a II Guerra Mundial em seu livro mais famoso "O Refúgio Secreto" (1971), o qual foi transformado em filme pela World Wide Pictures em 1975. O livro e o filme deram contexto à história de Anne Frank, que também esteve em um esconderijo na Holanda durante a guerra.
Em 1977, Ten Boom, aos 85 anos, mudou-se para Orange (Califórnia). Sucessivos ataques em 1978 reduziram sua capacidade de comunicação e deixaram-na inválida. Em 15 de abril de 1983, no dia do seu 91 aniversário, ela veio a falecer. Foi sepultada em Fairhaven Memorial Park, Santa Ana, Condado de Orange no Estados Unidos.

## Legado
Ten Boom foi homenageada pelo Estado de Israel pelo seu trabalho em auxílio ao povo judeu. Ela foi convidada a plantar uma árvore na Alameda dos Justos, em Yad Vashem, próximo a Jerusalém. Em 2007, seu pai e sua irmã Elisabeth receberam a mesma honraria.
Ten Boom foi homenageada pela Rainha da Holanda em reconhecimento ao seu trabalho durante a guerra e um museu em homenagem a ela e sua família foi criado na cidade de Haarlem.
O rabino Daniel Lapin, que espantou-se ao tomar conhecimento da história de Corrie apenas na idade adulta, lamenta o desconhecimento por parte da comunidade judaica americana assim como o descaso do Museu Memorial do Holocausto de Washington em relação ao trabalho em favor dos judeus realizado pela família Ten Boom.

## Visão religiosa
Seus ensinamentos eram focalizados no evangelho cristão, com ênfase no perdão. Em seu livro Tramp for the Lord (1974), ela narra a história de como, após estar ensinando na Alemanha, em 1947, ela se aproximou de um dos mais cruéis guardas de Ravensbrück. Ela estava relutante em perdoá-lo, mas orou para que conseguisse fazê-lo. Conforme ela escreveu:
| “ | Por um longo momento, nós tocamos nossas mãos, o ex-guarda e a ex-prisioneira. Eu jamais havia conhecido o amor de Deus tão intensamente quanto naquela hora. | ” |

Na mesma passagem, ela escreve também que, em sua experiência do pós-guerra com outras vítimas da brutalidade nazista, aqueles mais capazes de perdoar foram os que mais facilmente puderam reconstruir suas vidas.
Ela era conhecida por sua rejeição à doutrina do arrebatamento pré-tribulação. Em seus escritos ela afirma que não há fundamentação bíblica para isso e argumenta que a tal doutrina deixou a Igreja Cristã mal preparada em tempos de grande perseguição, como na China de Mao. Corrie apareceu em muitos programas de televisão cristãos narrando sua experiência com o Holocausto, perdão e amor de Deus.

## Honrarias
- Israel a honrou nomeando-a Justa entre as Nações.
- Foi feita “cavalheiro” pela Rainha dos Países Baixos em virtude do reconhecimento de suas contribuições durante a Segunda Guerra Mundial.
- O  Museu Ten Boom em Haarlem é dedicado à Corrie e sua família, em reconhecimento ao trabalho da família.
- O “The King's College” (Nova Iorque) nomeou uma nova casa para mulheres em sua homenagem.